# Magnolia pyramidata
Espèce
Magnolia pyramidata est une espèce de plantes à fleurs de la famille des Magnoliaceae. C'est un arbre trouvé aux États-Unis.
Selon Plants of the World Online, le nom est un synonyme de Magnolia fraseri var. pyramidata.

## Description
C'est un arbre.

## Répartition et habitat
L'espèce est trouvée du sud-est des États-Unis jusqu'au Texas : Alabama, Floride, Géorgie, Kentucky, Louisiane, Mississippi, Caroline du Sud, Texas.
Elle pousse en milieu tempéré.